# أندرو تومسون (سائق سباق)
أندرو تومسون (بالإنجليزية: Andrew Thompson) هو سائق سباق أسترالي، ولد في 3 نوفمبر 1987 في خليج بايرون في أستراليا.